# Перший рейд Революційної повстанської армії України
Перший рейд Революційної повстанської армії України — перший рейд РПАУ на території Донецької та Олександрівської губерній (колишніх Катеринославській та Харківській губ.) з 17 травня по 13 червня 1920 року. Метою рейду було активізувати повстанський рух на Донбасі та Наддніпрянщині.

## Історія
У запеклих боях РПАУ з РККА в Катеринославській губернії махновці втратили 2 000 багнетів, 500 шабель, 50 кулеметів, 12 гармат. Щоб уникнути повного знищення армія Махна покинула Катеринославську губернію і пішла на південь Донецької губернії. На 15 травня армія налічувала 150 шабель і 10 кулеметів.
У селі Старомлинівка, на зборах командирів, 17 травня було прийнято рішення попрямувати на північ губернії в перший рейд, де з'єднатися із загонами Кожина і Москалевского. В цей же день в селі Новоандріївка був бій повстанців з батальйоном ВОХР, який потрапив в полон і приєднався до повстанців. Далі повстанці рушили на Благодатне і Оленівку.
22 травня махновці зайняли Мар'їнку, в якій до них приєднався загін Кожина з 30 кулеметами й 100 вершників, а 24 травня в Мар'ївку прибув загін Москалевского чисельністю 500 вершників. Насильство червоних провокувало збройний опір населення Донбасу, повсюдно на рудниках і в селах організовувалися повстанські загони.
У двадцятих числах РПАУ розбила 373 полк РСЧА під Максіміліановкою, після бою повстанці зайняли Максимільянівку. 25 травня зайняли Галицинівку і Карлівку, Селидове, Новомиколаївку, в цей же день загін махновців чисельністю 300 шабель зайняв Гродівку. Далі основні сили рушили на північ через Новоекономічне і Шахове, в кінці травня махновці контролювали територію сучасного Слов'янського, Добропільського і Олександрівського району.
28 травня в районі Золотий Колодязь, Олександрівської, Михайлівської й Гаврилівської волостей з'явилися озброєні загони махновців в кількості 2 000 піхоти й 300 шабель. Олександрівський і Михайлівський волвиконкоми евакуювалися в Слов'янськ — Краматорівку.
29-го травня РПАУ зайняла Олександрівку. Тут на загальних зборах обрали новий склад Реввійськради, в яку Махно увійшов як голова, Білаш новий заступник і Хохотова секретар. Стара Реввійськрада, а з нею і її армійські функції втратили своє значення через розкиданість повстанських сил. Тому збори вирішили перейменувати її в Раду Революційних Повстанців України / махновців, з функціями, що об'єднують махновське повстання в Україні в цілому.
На 30 травня головні сили Махна групувалися в районі Некременне — Очеретине — Михайлівка. Чисельність армії досягла 2000 осіб з яких 700 вершників. В цей же день махновці залишили Слов'янський район і попрямували в Гришинський район де зайняли район сіл Софіївка — Петрівка — Степанівка — Святогорівка — Віровка — Добропілля — Самійлівка.
30 травня махновці розбили червоногвардійський загін під Вікторівкою. Велика група махновців зробила наліт на Юзівку.
Для запобігання руху махновців на північ і схід були організовані загороджувальні загони. На півночі в районі Ізюма була створена перша група BOXP під командуванням Хотєєва, чисельністю 800 осіб, яка увійшла у зв'язок з частинами 42 дивізії в Слов'янську. Друга група BOXP під командуванням Колоколова, чисельністю 600 осіб, базувалася в Лозовій. Ця група увійшла у зв'язок з Ізюмською групою і Павлоградом. В районі Юзівки діяли бронепотяги «Радянська Україна», «Перемога або смерть».
Рейд основного ядра РПАУ активізував боротьбу місцевих повстанців, які діяли самостійно і в союзі з махновцями. Так, 1 червня південно-західніше Гришиного в районі Новопавлівки з'явився загін чисельністю 200 шабель на чолі з Кучеренко. Також, дрібні загони махновців з'явилися в Слов'яносербському повіті в районі села Черкаське — Родакове, де знищували радянські органи влади. У Старобільському повіті махновці з'явилися в районі Петропавлівки, де підняли повстання проти більшовиків, яке було придушене 129 батальйоном ВОХР.
На початку червня РПАУ покинула Донецьку губернію і проникли в Павлоградський і Новомосковський повіти Катеринославської губернії.
1 червня повстанці виїхали з Самійлівки в Кіндратівку.
2 червня повстанці зайняли Кіндратівку, де їх обстріляв бронепоїзд з Павлограда. З Кіндратівки виїхали на Сергіївку. В районі села Ландоліївки повстанці розбили батальйон особливого призначення військ внутрішньої охорони республіки полтавської губчека.
3 червня повстанці попрямували в Василівку, де зупинилися на відпочинок. Група на чолі з Забудько вирушила до Знам'янки, з метою відбити мобілізованих селян у більшовиків. В селі зав'язався бій, в якому селянство перейшло на бік махновців. Розбивши червоних, 500 селян залишилися в селі організовувати повстанський загін, а 170 селян приєдналися до РПАУ.
В Павлоградському повіті з півночі повстанцям протистояли частини Хотєєва і бронепоїзд «Радянська Росія», на схід від Павлограда діяв бронепоїзд «Перемога або смерть», на заході і північному заході повіту проти повстанців діяла група з 250 осіб, яка підпорядковувалася Хотєєву й увійшла у зв'язок з групою Колоколова, на півдні повіту діяла Павлоградська група.
Виїхавши з Василівки 5 червня загін Махна чисельністю 500 осіб вибив загін Павлоградського гарнізону і зайняв Знаменівку. 6 червня виїхали до Миколаївки, ввечері покинувши Миколаївку попрямували в Олександрівку.
Після невдалого бою під Новомосковськом, 6 червня частини РПАУ відступили на південь в район Зайцева. На станції Зайцеве махновці відбили продуктовий поїзд № 423, який йшов на фронт. Далі, повстанці 7 червня зайняли Олександрівку і Троїцьке, Катеринівку.
8 червня в селі Василівка відбувся запеклий бій повстанців з частинами ВОХР. У цьому районі махновцям протидіяла Чаплинська група військ, в районі Ульяновки відбувся бій повстанців з двома бронепоїздами. 9 червня перебували в Новомиколаївці.
10 червня зайняли Різдвяне, в якому порубали 70 бійців особливого батальйону і зупинилися на нічліг у Варварівці, Петропавлівці, Хвалібоговці.
11 червня на позиції повстанців пішов у наступ загін з 400 червоноармійців, відбивши наступ повстанці попрямували в Гуляйполе.
12 червня зайняли Гуляйполе, а 13 червня — Успенівку. Тут була група набатовців: Барон з дружиною, Алий, Теппер і інші, які приїхали з Харкова, а також Марін з Катеринославцями..
13 червня в селі Великомихайлівка закінчився перший рейд в 560 кілометрів, який знаменував собою активізацію повстанського руху. У Великій Михайлівці було засідання командного складу з питання подальшого існування руху. Було заслухано доповідь набатовців, що звинувачували більшовиків в переслідуваннях. Всі сходилися на тому, що треба форсувати організацію армії, яка зможе поставити більшовиків в такий стан, при якому вони змушені будуть визнати за махновцями незалежність Вільної території.

## Результат
З 15 травня по 8 червня в Павлівському, Новомосковському, Бахмутському повітах армія виросла до 5 000 багнетів і 1 000 шабель, 6 гармат, 180 кулеметів. З яких 1500-x тисяч повстанців були вихідцями з Донецької губернії.